# Platythelys schlechteriana
Platythelys schlechteriana là một loài thực vật có hoa trong họ Lan. Loài này được (Hoehne) Garay miêu tả khoa học đầu tiên năm 1977.